# Comitatul Starland, Alberta
Comitatul Starland, din provincia Alberta, Canada este un district municipal, amplasare coordonate 51°39′30″N 112°45′59″W / 51.658333°N 112.766389°V. Districtul se află în Diviziunea de recensământ 5. El se întinde pe suprafața de 2,557.70 km2  și avea în anul 2011 o populație de 2,057 locuitori.
Cities Orașe
--
Towns Localități urbane
--
Villages Sate
- Delia
- Morrin
- Munson

Summer villages Sate de vacanță
--
Hamlets, cătune
- Craigmyle
- Michichi
- Rowley
- Rumsey

Așezări
- Dinosaur
- Dowling Lake
- Gartly
- Rainbow
- Stonelaw
- Verdant Valley
- Victor

1. 1 2  Population and dwelling counts, for Canada, provinces and territories, and census subdivisions (municipalities), 2016 and 2011 censuses – 100% data (în engleză), 20 februarie 2019